# Vakgroep Vertalen, Tolken en Communicatie (Universiteit Gent)

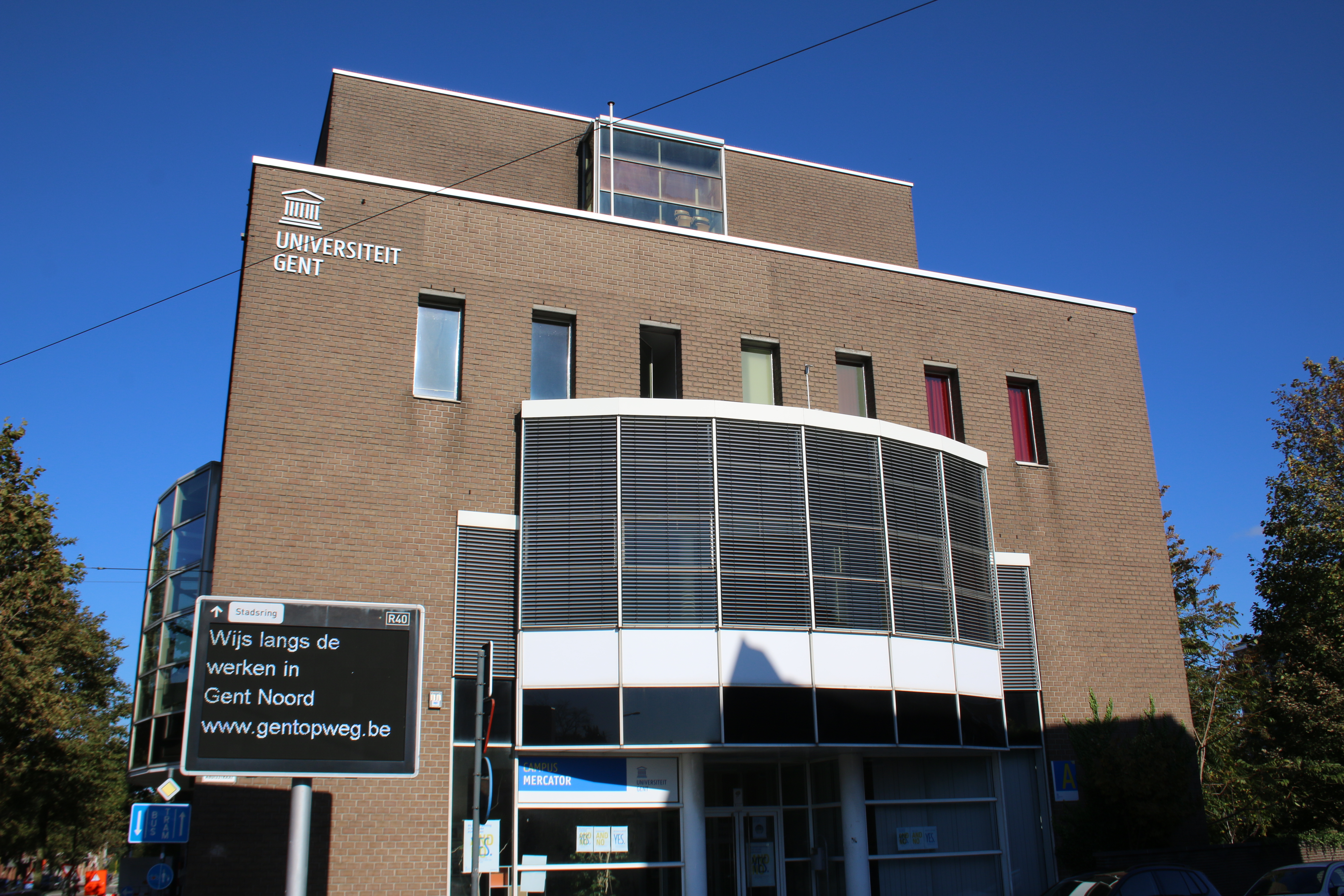
Vakgroep Vertalen, Tolken en Communicatie

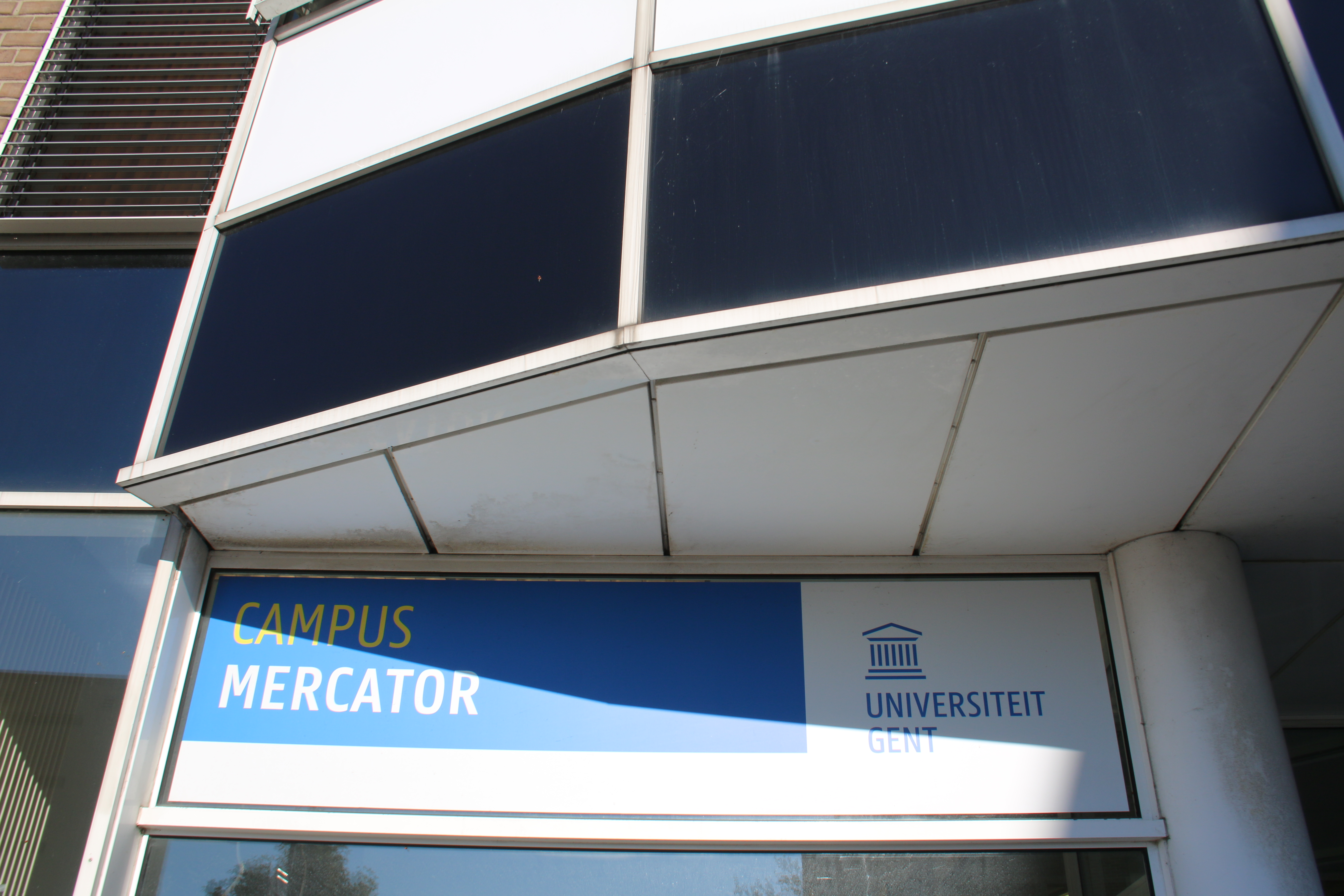
Campus Mercator

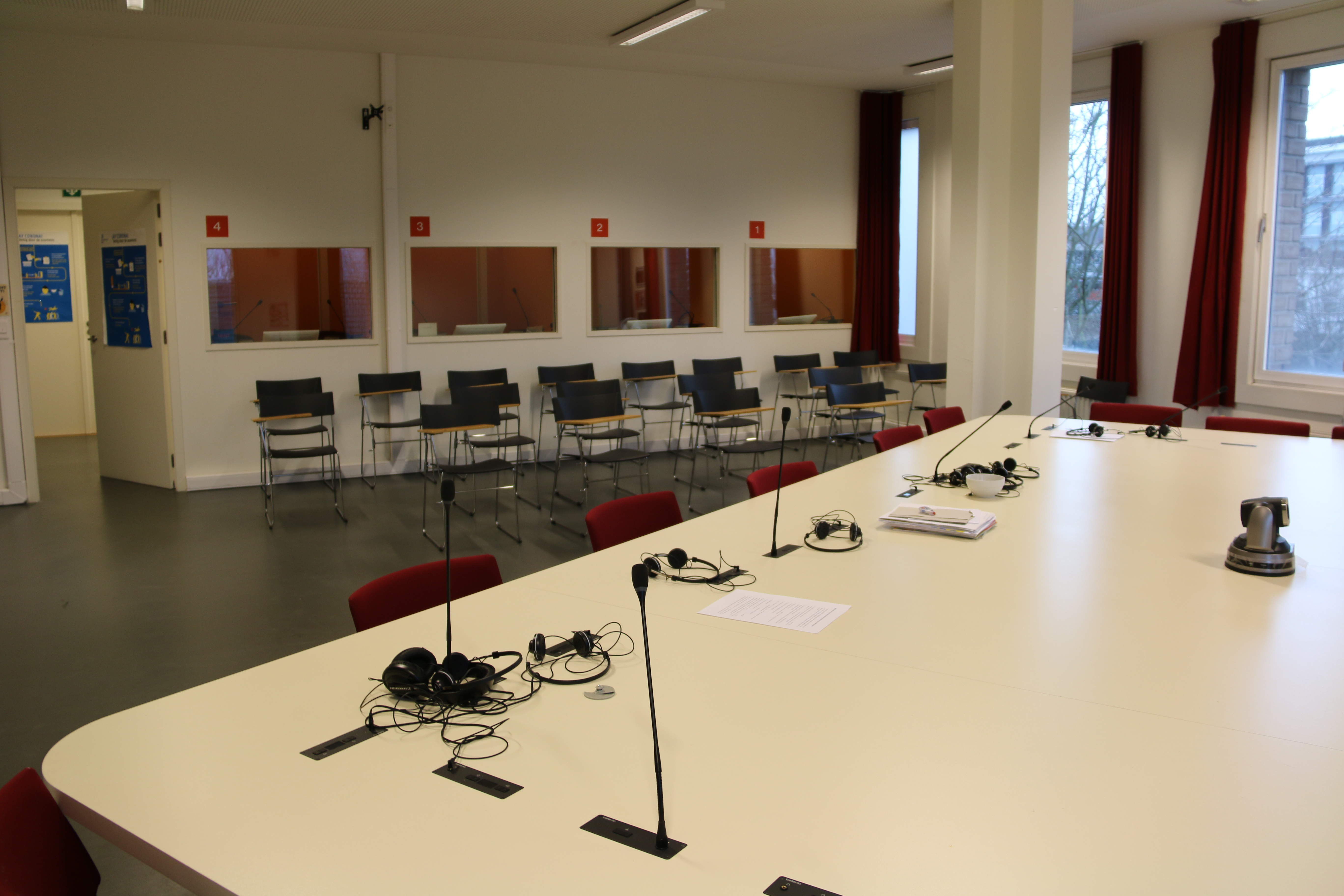
Tolkcabines van de tolkopleiding (Postgraduaat Conferentietolken)

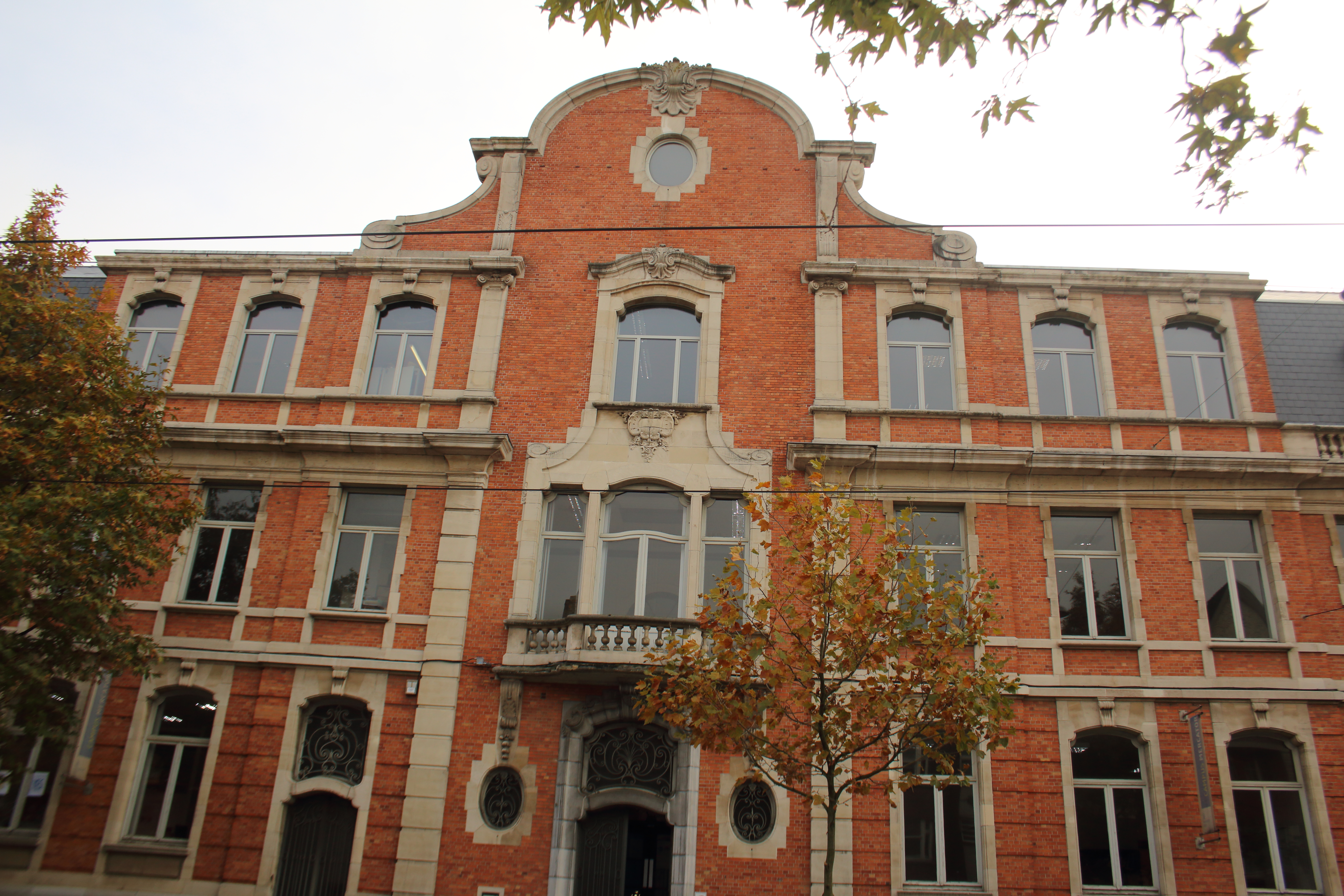
Voormalige meesterwoning Etablissements Textiles Fernand Hanus

De Vakgroep Vertalen, Tolken en Communicatie (VTC) in Gent is de opleiding Toegepaste Taalkunde van de Universiteit Gent. VTC is een onderdeel van de faculteit Letteren en Wijsbegeerte. Vakgroepvoorzitter is Prof. Dr. Véronique Hoste.

## Geschiedenis
De opleiding bouwt sinds 2013 voort op een lange traditie van vroegere vierjarige vertaal- en tolkopleidingen in Gent. Die werden gegeven in de voorlopers van VTC: het Departement Vertaalkunde van de Hogeschool Gent, het Departement Vertaalkunde van de Mercator Hogeschool, de Provinciale Hogeschool voor Vertalers en Tolken (PHVT) en het Hoger Instituut voor Vertalers en Tolken (HIVET) . De opleiding tot licentiaat-vertalers en –tolken startte in 1968 als onderdeel van het hoger onderwijs dat door de Provincie Oost-Vlaanderen werd georganiseerd. Daar kwam het ‘Hoger Instituut voor Vertalers en Tolken’ (HIVET) uit voort, dat tot in 1985 bestond als onderdeel van het Provinciaal Instituut voor Hoger Onderwijs (PIHO). Toen werd het instituut een volledig afzonderlijke instelling met een nieuwe naam: de ‘Provinciale Hogeschool voor Vertalers en Tolken’ (PHVT). In 1995 werd het hoger onderwijs van de Provincie Oost-Vlaanderen weer samengevoegd en zo ontstond de Mercator Hogeschool. In 2001 ging de Mercator Hogeschool op in de Hogeschool Gent  die vanaf 2003 deel uitmaakte van de Associatie Universiteit Gent. Bij de invoering van de Bachelor-masterstructuur in het Vlaamse hoger onderwijs waren de vroegere opleidingen van twee cycli van de hogescholen (industrieel ingenieur, vertaler/tolk, handelswetenschappen, kunstonderwijs) een 'academiseringstraject' gestart. Sinds de voltooiing van de academisering in 2013, zijn de masters van de vroegere hogeschool volledig evenwaardig aan die van de universiteiten. Het Departement Vertaalkunde van de Hogeschool Gent is toen een onderdeel geworden van de faculteit Letteren en Wijsbegeerte van de Universiteit Gent . 

## Opleidingen
Vakgroep Vertalen, Tolken en Communicatie biedt vier academische opleidingen aan in de toegepaste taalkunde: Bachelor Toegepaste Taalkunde, Master Vertalen , Master Tolken, Master Meertalige Communicatie (en ook een Educatieve Master Talen). De bacheloropleiding duurt drie jaar (180 ECTS-punten). De masteropleidingen duren één jaar (60 ECTS). De opleiding bestaat uit Nederlands in combinatie met twee andere talen (Frans, Engels en Duits onderling of Frans, Engels of Duits in combinatie met Spaans, Italiaans, Russisch of  Turks) of uit Nederlands met Engels, Frans of Duits in combinatie met taaltechnologie. Het universitaire masterdiploma geeft ook toegang tot doctoraatsopleidingen, bijvoorbeeld in de vertaalwetenschap of tolkwetenschap. Er worden ook drie postgraduaten georganiseerd: Conferentietolken , Computer-Assisted Language Mediation (CALM) en Dutch and Translation. De vakgroep organiseert ook de permanente vorming Beëdigd vertalen en tolken voor gerechtstolken en -vertalers. De vakgroep maakt deel uit van CIUTI, het internationale samenwerkingsverband van universitaire vertaal- en tolkopleidingen.

## Gebouwen Campus Mercator
De vakgroep huist op Campus Mercator in gebouwen aan de Abdisstraat en de Groot-Brittanniëlaan in Gent. Mercator gebouw A wordt sinds 2002 gebruikt voor onderwijs, aanvankelijk door de Hogeschool Gent en sinds 2013 door de Universiteit Gent. Het is een voormalig kantoorgebouw van de verzekeringsmaatschappij Noordstar en Boerhaave gebouwd in nieuwe zakelijkheid-stijl naar ontwerp van architect Marc Neerman (1932) met een uitbreiding naar ontwerp van Henk De Smet (1986) . Mercator gebouw B is een herenhuis aan de Groot-Brittanniëlaan 45, de voormalige woon- en werkvertrekken van textielbaron Fernand Hanus. Het herenhuis werd in 1928 opgetrokken als meesterwoning en zetel van de Etablissements Textiles Fernand Hanus. Het pand werd gebouwd in brede bak- en zandstenen in neo-Lodewijk XV-stijl, naar een ontwerp van architect N. Fétu .

## Oud-studenten en docenten
- Björn Soenens [15]
- Nicky Aerts
- Eva De Roo [16]
- Stefaan Lammens [17]
- Els Snick
- Bart Defrancq

## Trivia
Studenten van de vertaalopleiding verzorgen sinds 1988 de ondertiteling van het Film Festival Gent, en sinds 2022 ook van het Filmfestival Oostende.